# Edward Korwin-Kossakowski
Edward Józef Korwin-Kossakowski (ur. 15 stycznia 1891, zm. po 14 września 1940) – podpułkownik piechoty Wojska Polskiego, działacz niepodległościowy, kawaler Orderu Virtuti Militari.

## Życiorys
Urodził się 15 stycznia 1891 w ówczesnym powiecie lucyńskim guberni witebskiej, w rodzinie Michała i Teofilii z Jurkiewiczów. Był młodszym bratem Eugeniusza Michała (1883–1944), urzędnika.
17 sierpnia 1920 jako dowódca II batalionu 55 pułku piechoty wyróżnił się w walce o Kołbiel oraz w dwudniowym boju (16–17 września) w rejonie wsi Laskowo. Został wymieniony w komunikacie Sztabu Generalnego z 18 września o treści: „walecznością odznaczył się II batalion 55-go poznańskiego pułku piechoty, którego dowódca, kapitan Korwin-Kossakowski został ciężko ranny”. 19 sierpnia 1920 został zatwierdzony z dniem 1 kwietnia 1920 w stopniu kapitana, w piechocie, w grupie oficerów byłych Korpusów Wschodnich i byłej armii rosyjskiej. Pełnił wówczas służbę w Dowództwie Wojska Polskiego w Poznaniu.
W 1921 pełnił służbę w Centrum Wyszkolenia Dowództwa Okręgu Generalnego „Poznań”, a jego oddziałem macierzystym pozostawał 55 pułk piechoty. Następnie do wiosny 1926 pełnił służbę w 55 pułku piechoty. 3 maja 1922 został zweryfikowany w stopniu majora ze starszeństwem z dniem 1 czerwca 1919 i 473. lokatą w korpusie oficerów piechoty. 22 lipca 1922 został zatwierdzony na stanowisku dowódcy batalionu. W 1923 pełnił obowiązki dowódcy batalionu sztabowego. W 1924 był kwatermistrzem pułku, a w czerwcu 1925 został przesunięty na stanowisko dowódcy I batalionu. 19 kwietnia 1926 został przeniesiony do 1 batalionu ciężkich karabinów maszynowych w Biedrusku na stanowisko dowódcy batalionu. 23 stycznia 1928 został awansowany na podpułkownika ze starszeństwem z dniem 1 stycznia 1928 i 44. lokatą w korpusie oficerów piechoty. 12 marca 1929 został przeniesiony do 76 pułku piechoty w Grodnie na stanowisko zastępcy dowódcy pułku. W styczniu 1931 został przeniesiony do 3 pułku piechoty Legionów w Zamościu na stanowisko zastępcy dowódcy pułku. 7 czerwca 1934 ogłoszono jego przeniesienie do 85 pułku piechoty w Nowej Wilejce na stanowisko dowódcy pułku. 31 sierpnia 1935 ogłoszono jego przeniesienie do Komendy Placu Modlin na stanowisko komendanta. Na tym stanowisku pełnił służbę przez cztery kolejne lata. 14 września 1940 został zwolniony ze Szpitala Ujazdowskiego w Warszawie do domu.

## Ordery i odznaczenia
- Krzyż Srebrny Orderu Wojskowego Virtuti Militari[23][24]
- Krzyż Walecznych trzykrotnie[25][26][27]
- Złoty Krzyż Zasługi po raz drugi – 13 lipca 1938 „za zasługi na polu pracy społecznej”[28]
- Złoty Krzyż Zasługi po raz pierwszy – 16 marca 1934 „za zasługi na polu wyszkolenia wojska”[29]
- Medal Niepodległości – 9 listopada 1933 „za pracę w dziele odzyskania niepodległości”[30][1][31][32][33]
- Medal Zwycięstwa[34]